# Adrian Năstase
Pour les articles homonymes, voir Năstase.
Adrian Năstase, né le 22 juin 1950 à Bucarest, est un homme d'État roumain.
Après avoir été ministre des Affaires étrangères de 1990 à 1992, il préside la Chambre des députés de 1992 à 1996. Premier ministre de Roumanie à partir de 2000 et président du Parti social-démocrate (PSD) à partir de 2001, il se présente à l'élection présidentielle de 2004, qu'il perd face à Traian Băsescu.
Il retrouve alors la fonction de président de la Chambre des députés, mais, accusé de corruption, il démissionne en 2006. Condamné à deux ans de prison en 2012, il tente de se suicider avant d'être incarcéré ; libéré l'année suivante, il est condamné à quatre ans d'emprisonnement dans un autre dossier en 2014, mais ne reste que quelques mois en prison.

## Biographie

### Jeunesse
Il est né à Bucarest, dans une famille originaire du village de Tărtășești dans le județ de Dâmbovița. Son grand-père paternel ayant été officier marinier de la marine royale roumaine, son père craignait les persécutions des années 1950 contre les cadres de l'ancienne monarchie et leurs descendants : pour y échapper, il adhéra au Parti communiste roumain, ce qui lui permit de faire carrière de fonctionnaire au ministère de l'Éducation. La famille intégra la nomenklatura et Adrian Năstase put faire des études de droit et de sociologie : il est docteur en droit de l'université de Bucarest. Il va alors occuper différents postes de professeur de droit et de juriste.

### Début de carrière
Jeune apparatchik du Parti communiste roumain, passionné de chasse (ce qui le rapproche du jeune Nicolae Ceaușescu) et encore étudiant, Adrian Năstase se marie avec la fille de Grigore Preoteasa (1915-1957), ancien ministre des Affaires étrangères de la République populaire roumaine sous Gheorghe Gheorghiu-Dej. Divorcé, il se remarie en 1985 avec la fille d'un autre dignitaire communiste, Anghel Miculescu, avec laquelle il a deux enfants.
Bien qu'encore jeune mais ayant la confiance du régime, il est fréquemment envoyé à l'étranger comme représentant de la Roumanie lors de réunions internationales sur les droits de l'homme. Il prend alors des positions conservatrices : en 1983, il publie un article, intitulé « Les droits de l'homme, un concept rétrograde », dans lequel il attaque la Freedom House, une organisation américaine, qui a classé la Roumanie dans les pays non libres. En 1989, il participe à une conférence soviéto-roumaine de la jeunesse à Moscou et à une autre à Pyongyang, en Corée du Nord. Dans une interview au journal russe Komsomolskaya Pravda, il critique ouvertement la Perestroïka lancée par Gorbatchev, s'alignant ainsi sur les positions du président Nicolae Ceaușescu.

### Chute du communisme
Après la libération de 1989, il reste au parti, qui s'auto-dissout et se reforme aussitôt sous le nom de Front de salut national, sous la direction d'Ion Iliescu (qui représente l'« aile conservatrice » de la nomenklatura) et de Petre Roman (qui représente l'« aile réformatrice » ou « libérale »). En juin 1990, il devient député du Front de salut national lors des premières élections après la chute de Ceauşescu. Trois semaines plus tard, le 28 juin, il est nommé ministre des Affaires étrangères dans les gouvernements de Petre Roman, puis de Theodor Stolojan. Il quitte ses fonctions le 16 octobre 1992 après sa réélection comme député et son élection à la présidence de la Chambre des députés. À cette époque, il commence à prendre ses distances avec la position prudente d'Ion Iliescu et à se rapprocher de celle de Petre Roman, plus favorable à un rapprochement avec l'Europe et l'Occident.

### Figure de l'opposition
Entre 1993 et 1997, il est aussi le président de son parti, qui abandonne la dénomination de Front démocrate de salut national, pour celle de Parti de la social-démocratie de Roumanie (PDSR), puis de Parti social-démocrate (PSD) et se positionne à gauche de l'échiquier politique, devenant membre du Parti socialiste européen et de l'Internationale socialiste. À ce moment, ses positions sont clairement réformistes, alors que les communistes reconstruisent leur parti de leur côté, le Parti socialiste du travail.
À partir de 1993, Adrian Năstase est vice-président du World Council of Former Foreign Ministers et, à partir de 1995, membre de la Société américaine de droit international. Il devient également membre de la délégation roumaine au Conseil de l'Europe, où ses manières séductrices le font surnommer « Sweetboy » (il était déjà surnommé « Bombonel », le « petit bombon » en Roumanie,).
En 1996, son parti perd les élections et Adrian Năstase, toutefois réélu député, devient le chef du groupe parlementaire social-démocrate. En 1997, il devient vice-président du PDSR, puis président par intérim en 2000.

### Premier ministre
En décembre 2000, il est nommé Premier ministre du gouvernement minoritaire de gauche (majorité relative au Parlement pour le PSD) et, en juin 2001, il devient président de ce parti (Ion Iliescu avait obtenu un nouveau mandat de président de la République).
Il est le candidat du PSD à l'élection présidentielle de 2004, Ion Iliescu ne pouvant constitutionnellement pas se représenter après deux mandats. Il est alors donné largement gagnant dans les sondages. Mais, lors d'un débat télévisé avec son principal adversaire de centre-droit, le candidat de l'Alliance justice et vérité, Traian Băsescu, ses manières « sucrées » le desservent face au franc-parler de son interlocuteur, qui, tout en avouant avoir été lui aussi communiste et membre de la nomenklatura, se moque des dénégations d'Adrian Năstase à ce sujet, et lui reproche de prendre ses électeurs pour des amnésiques. Obtenant 40,9 % des voix, Năstase est contraint à un second tour, à l'issue duquel il est battu par Băsescu.
Ses premiers ennuis judiciaires ne lui viennent pas de la politique, mais de sa passion pour la chasse : en 2004 la Société ornithologique roumaine porte plainte contre lui pour chasse illégale, en collaboration avec une société italienne de safaris, dans la réserve de biosphère du delta du Danube. Les gardes locaux témoignent, en décembre 2005, l'avoir vu, en compagnie de chasseurs italiens, abattre en grand nombre des colverts, mais aussi des espèces strictement protégées comme les bernaches à col roux, les garrots à œil d’or et les fuligules morillons. Il est condamné à de lourdes amendes. Dans la même période, il se comporte en mécène et fait don de sa collection au Musée national des cartes et des livres anciens de Bucarest, dont il est le fondateur et le principal financeur.

### Retour dans l'opposition
Après les élections de novembre 2004, Adrian Năstase est élu à nouveau président de la Chambre des députés. Il cède la présidence du Parti social-démocrate à Mircea Geoană en 2005, puis, l'année suivante, celle de la Chambre des députés en raison de son implication dans des affaires judiciaires.

### Emprisonnement
Soupçonné de vol, corruption et détournement de fonds publics concernant plusieurs millions d'euros, il est mis en examen à plusieurs reprises. Après avoir échappé plusieurs fois à des condamnations judiciaires, il est condamné, le 20 juin 2012, à deux ans de prison ferme pour avoir détourné plus de 1,5 million d'euros afin de financer sa campagne présidentielle de 2004. Quelques heures après le verdict, il tente de mettre fin à ses jours en se tirant une balle dans la gorge. Il bénéficie d’une libération anticipée en mars 2013.
Le 6 janvier 2014, accusé d'avoir reçu des pots-de-vin d'un montant total de 630 000 euros, Adrian Năstase est condamné en appel à quatre ans de prison ferme pour corruption et chantage. Son épouse, Daniela, est quant à elle condamnée à trois ans de prison avec sursis pour usage de faux documents. Aussitôt incarcéré, il est libéré sept mois plus tard, en août 2014.